# 沖縄国際大学
沖縄国際大学（おきなわこくさいだいがく、英語: Okinawa International University）は、沖縄県宜野湾市宜野湾二丁目6番1号に本部を置く日本の私立大学。1959年創立、1972年大学設置。大学の略称は沖国大（おきこくだい）もしくは沖国（おきこく）。

## 概観

### 大学全体
沖縄国際大学は、アメリカ合衆国による沖縄統治時代に設立された国際大学を母体に、沖縄大学の一部を統合して設立された大学である。

## 沿革

### 略歴
1959年、沖縄県のアメリカ合衆国による統治下時代に、財団法人コザ学園が琉球国際短期大学を設置した。1962年、同財団法人は琉球国際短期大学を内包する形で国際大学を設置、琉球政府により認可された。1972年、沖縄返還がなされると、沖縄県に設置されていた大学に関しても日本国内の大学設置基準とあわせる必要が生じた。そのため、沖縄の復帰に伴う特別措置によって国庫補助金が交付され、さらに日本私学振興財団から特別に貸与金が交付された。これらを原資として国際大学を母体に、沖縄大学の一部を統合して設立したのが現在の沖縄国際大学である。

### 年表
- 1959年 財団法人コザ学園によって琉球国際短期大学設立
- 1962年 琉球政府より設置認可を受け、国際大学設立(2月25日)。
- 1972年
  - 2月24日 琉球政府私立大学委員会より学校法人沖縄国際大学を認可
  - 2月25日 国際大学と沖縄大学の一部とが統合され沖縄国際大学を設置（琉球政府私立大学委員会が沖縄国際大学を認可）
  - 4月1日 沖縄国際大学、沖縄国際大学短期大学部開学
  - 4月23日 第1回入学式並びに開学記念式典を挙行。開学宣言を行う
  - 5月15日 沖縄返還とともに、文部省より設置認可を受ける（法学部法学科、文学部国文学科、英文学科、社会学科、商経学部経済学科、商学科）
- 1975年 文学部第二部を募集停止
- 1995年 文学部第二部を廃止。教養部を廃止
- 1996年 沖縄国際大学短期大学部を学生募集停止
- 1997年 大学院地域文化研究科南島文化専攻（修士課程）を設置
- 1998年 大学院地域産業研究科地域産業専攻（修士課程）を設置
- 1999年 大学院地域文化研究科に英米言語文化専攻（修士課程）を増設。沖縄国際大学短期大学部を廃止
- 2001年 文学部国文学科、英文学科、社会学科を総合文化学部日本文化学科、英米言語文化学科、社会文化学科に改組。総合文化学部に人間福祉学科を設置
- 2002年 法学部第一部を法学部へ名称変更。法学部の法学科を法律学科へ改組、法学部に地域行政学科を増設
- 2003年 大学院法学研究科設置法律学専攻（修士課程）設置。地域文化研究科に人間福祉専攻（修士課程）増設
- 2004年 商経学部第一部、商経学部第二部学生募集停止。経済学部経済学科、地域環境政策学科と産業情報学部企業システム学科、産業情報学科を開設。8月13日、普天間基地所属の米軍ヘリコプターが1号館に墜落（詳細は「沖国大米軍ヘリ墜落事件」を参照）
- 2008年 法学部第二部を廃止。副学長制を導入
- 2009年 商経学部第二部を廃止
- 2011年 商経学部第一部を廃止

## 教育および研究

### 組織

#### 学部
- 法学部
  - 法律学科
  - 地域行政学科
- 経済学部
  - 経済学科
  - 地域環境政策学科
- 産業情報学部
  - 企業システム学科
  - 産業情報学科
- 総合文化学部
  - 日本文化学科
  - 英米言語文化学科
  - 社会文化学科
  - 人間福祉学科
    - 社会福祉専攻
    - 心理カウンセリング専攻

#### 大学院
- 地域文化研究科
  - 南島文化専攻（修士課程）
  - 英米言語文化専攻（修士課程）
  - 人間福祉専攻（修士課程）（臨床心理士第1種指定大学院）
- 地域産業研究科
  - 地域産業専攻（修士課程）
- 法学研究科
  - 法律学専攻（修士課程）

#### 短期大学部
- 沖縄国際大学短期大学部 - 1999年廃止

#### 附属機関
- 国際交流センター
- 情報センター
- 外国語センター
- 南東文化研究所
- 産業総合研究所
- 沖縄法政研究所

### 教育
- 現代的教育ニーズ取組支援プログラム（現代GP）
  - 「産学連携による学生の即戦力化プログラム」
- 特色ある大学教育支援プログラム（特色GP）
  - 「教科教育法を主軸にした体系的教育実習指導－教職課程科目の体系的・段階的配列と模擬授業指導を中心とした取組－」

### 部活動・クラブ活動・サークル活動
| - 体育系 - サッカー部 - バドミントン部 - 陸上競技部 - ワンダーフォーゲル部 - 剣道部 - 男子バレーボール部 - ビーチバレー部 - 女子バレーボール部 - ソフトテニス部 - 男子ハンドボール部 - 女子ハンドボール部 - 弓道部 - 女子バスケットボール部 - 総合格闘技サークル - 卓球部 - ゴルフ部 - ラグビー部 - 柔道部 - 草サッカーサークル - 硬式テニス部 - 沖国ブルーレイズ - 硬式野球部 - 男子バスケットボール部 - ボウリングサークル - 女子ソフトボール部 - 男子ソフトボール部 - ダイビングサークル - 自転車競技部 - フットサルサークル - なぎなた部 - 空手道部 - スポーツ同好会 - 軟式野球 - 女子フットサル | - 文化系 - 広告研究会～ぐるぐるどっかん部～ - 吹奏楽部 - 麻雀倶楽部九蓮宝燈 - カタヤビラ - ニューミュージッククラブ - ボランティアサークル - 民俗サークル - キッキン ジャム セレクターズ(DJ) - ペーパークラフトサークル - 鼓舞楽団 浦風（エイサー） - ぴえれ（ピアノ・エレクトーン） - 国際研究 - 茶道クラブ - 社会科学研究会 - 簿記サークル - 文芸部 - 手話サークルちゅらとも - 中東芸能クラブ - 書道部 - キコ♪ラボ - ロッククラブ - 美術クラブ - アジア文化研究会 - 写真部 - 東洋思想研究会 - Accord Crow - 放送研究部 - 考古学研究会 - パフォーマンスサークル - Smilife（平和学習） - エコクラブ - 琉球風車（エイサー） - 法学研究サークル - Dream & Magic Konzern - 琉球芸能文学研究会 - サークル旅 - 留学生学友会 - 企業研究サークル - EARTH☆FROGS - Reach（リーチ） - 青春サークル - 聖歌隊コンチェルト - OSSF - 天体観測 - P.A.T |

### 資格
- 国家資格の基本情報技術者試験（FE）の午前の部の免除制度の認定校になっている[1][2]。

## 大学関係者と組織

### 大学関係者一覧
- 沖縄国際大学の人物一覧

## 対外関係

### 他大学との協定
国内大学
- 単位互換

札幌学院大学、放送大学、名城大学、京都先端科学大学、桜美林大学、熊本学園大学、松山大学との間に単位互換制度を導入している。
海外大学
- アメリカ合衆国
  - ヘンダーソン州立大学（英語版）（アーカンソー州）
  - 南ユタ大学（英語版）（ユタ州）

- カナダ
  - バンクーバーアイランド大学（ブリティッシュコロンビア州）

- 北アイルランド
  - アルスター大学

- フランス
  - レンヌ第二大学（レンヌ）

- スペイン
  - レオン大学（カスティーリャ・イ・レオン州）

- オーストラリア
  - マッコーリー大学（シドニー）

- 韓国
  - 韓南大学校（朝鮮語版）
  - 嘉泉大学校

- 中国
  - 天津外国語大学（天津市）

- マカオ
  - 澳門大学

- 台湾
  - 東海大学（台中市）

- エジプト
  - カイロ大学（ギーザ）

## 施設

### 交通アクセス
- 最寄り駅
  - 沖縄都市モノレール線古島駅。この駅前より、大学方面向けの路線バスが、発着している。
- 路線バス
  - 最寄り駅である古島駅前より下記「外部リンク」のように、98番・琉大線（琉球バス交通）に乗車、沖縄国際大学前バス停で下車、すぐ。
  - 那覇バスターミナルより、110番・長田具志川線（琉球バス交通）に乗車、沖縄国際大学前バス停で下車、すぐ。

### 学生食堂
沖縄国際大学の学生食堂は2019年9月18日から、「フードサポートYES」との契約終了を理由に営業を終了している。
その後、新設した学生会館内に、シダックスコントラクトフードサービス株式会社提供の"学生食堂"として再開した。
また、2021年10月、同館に学内カフェ「Cafe Semicentennial（カフェ・セミセンティニアル）」の営業が始まった。